# 21625 Seira
21625 Seira este un asteroid din centura principală de asteroizi.

## Descriere
21625 Seira este un asteroid din centura principală de asteroizi. A fost descoperit pe 12 iulie 1999 la Socorro, New Mexico, în cadrul proiectului LINEAR. Asteroidul prezintă o orbită caracterizată de o semiaxă mare de 3,11 ua, o excentricitate de 0,23 și o înclinație de 15,7° în raport cu ecliptica.